# Rábatamási
Rábatamási község Győr-Moson-Sopron vármegyében, a Csornai járásban.

## Fekvése
Magyarország északnyugati részén, a Rábaközben helyezkedik el, a csornai kistérség nyugati részén; határos a kapuvári kistérséggel. Földrajzilag a Hanság peremén fekszik Csorna és Kapuvár között, a 85-ös főút és a Győr–Sopron-vasútvonal mellett, főutcája a 8604-es út. A község határa a településtől északra messze (több, mint 8 kilométerre) felnyúlik, ezt a hansági szabad területek meghódításának köszönheti. A közigazgatási terület nagy része természetes határok mentén húzódik, ilyenek a Farkas-árok, a Gecsei-árok és a Rábatamási-határárok, míg északon a Bősárkány-Kapuvár közti 8514-es út határolja.

## Története
A vidéken 10-12 ezer év óta él ember. Kezdetben, a Hanság lápvilágában, majd az avar településeken. Később szlávok éltek ezen a területen, a X. századtól pedig honfoglaló magyarok. A kézművesiparnak is mindig jelentős szerepe volt a táj életében. Fejlődése különösen a XV-XVI. században a céhek idején indult meg. Az Alföld település szerkezetétől eltérően itt a falvak kisebbek, egymáshoz közel helyezkednek el. Ezen számos falu egyike Rábatamási. A település nevének első írásos említése 1322-ből ismert "possessio Thamasy" formában történik.
Az1594-es török pusztítás sújtotta a Rábaközben legjobban, közel négy évtizedre lakatlanná vált. 1630-ban Kovács János katona földesurához, Gróf Nádasdy Pálhoz fordult, hogy 24 katonatársával együtt letelepedhessen a puszta faluhelyen. A település ennek emlékére szobrot állíttatott a község központi parkjában 2006 júniusában. 1681-ben Esterházy Pál nádor lett a község tulajdonosa a falu lakóit ott találjuk Rákóczi hadi népei között is. A község elnevezésében az 1850-es évektől kezdve gyakran szerepelt a Rába vagy Sopron előtag, hogy a többi Tamásitól megkülönböztessék. 1606-ban kapta meg mai nevét. Gyakran fordul meg a községben Jászai Mari is. Az első világháborúban 63-an haltak hősi halált a különböző frontokon. Rájuk emlékezve emelték a Tamásiak a környék első turulmadaras emlékművét. 1893-ban a régi templomot lebontották, és pár falrészt felhasználva újat építettek. A második világháború jelentősen megtizedelte a lakosságot. A II. világháborút követő földosztás során 187 igénylő között 281 kh-t osztottak ki. Mivel a faluban nem volt nagybirtok. 1946 tavaszán 27 család elhagyta a községet és Balfra ment "telepesnek". A falu legrégebb önszerveződő csoportja a múlt század végén alakult Önkéntes Tűzoltó Egyesület. Már 70 éve működik sportegyesület is. A jelenlegi legnagyobb intézménye az 1992-ben Móra Ferenc nevét felvevő Általános Iskola és Alapfokú Művészetoktatási Intézmény. Legújabb épülete az 1994-ben elkészült tornacsarnok. Lakóinak száma 1034 fő, belterülete 120 ha, külterülete 2056 ha, határa a településtől északra hosszan felnyúlik, ezt a Hansági szabad területek fokozatos meghódításának köszönheti. A falu vezetékes ivóvízzel, gázzal, telefonhálózattal, kábel televíziós hálózattal ellátott a szennyvízhálózat kiépítésére 2010 évben nyert támogatást a település. A községben tevékenykedik a Hansági Vadásztársaság, melynek Hosszúdombon szép vadászháza van.

## Közélete

### Polgármesterei
- 1990–1994: Varga József (független)[3]
- 1994–1998: Csonka László (független)[4]
- 1998–2002: Szabó István (független)[5]
- 2002–2006: Szabó István (független)[6]
- 2006–2010: Szabó István (független)[7]
- 2010–2011: Molnár Norbert Imre (független)[8]
- 2011–2014: Spiteller László (független)[9]
- 2014–2019: Spiteller László (független)[10]
- 2019–2024: Kovács Attila (független)[11]
- 2024– : Kovács Attila (független)[1]

A településen 2011. szeptember 4-én időközi polgármester-választást tartottak, az előző polgármester lemondása miatt.

## Népesség
A település népességének változása:
| Lakosok száma | 1000 | 978  | 934  | 956  | 974  | 964  | 990  |
|               | 2013 | 2014 | 2015 | 2021 | 2022 | 2023 | 2024 |

A 2011-es népszámlálás során a lakosok 92,3%-a magyarnak, 0,2% cigánynak, 1% németnek mondta magát (6,8% nem nyilatkozott; a kettős identitások miatt a végösszeg nagyobb lehet 100%-nál). A vallási megoszlás a következő volt: római katolikus 75,9%, református 1,4%, evangélikus 2,5%, görögkatolikus 0,2%, felekezeten kívüli 3,4% (16% nem nyilatkozott).
2022-ben a lakosság 91,9%-a vallotta magát magyarnak, 1,7% németnek, 0,3% cigánynak, 0,2% szlováknak, 0,1% románnak, 0,1% lengyelnek, 1,7% egyéb, nem hazai nemzetiségűnek (7,7% nem nyilatkozott; a kettős identitások miatt a végösszeg nagyobb lehet 100%-nál). Vallásuk szerint 57,9% volt római katolikus, 1,6% evangélikus, 1,4% református, 0,1% görög katolikus, 0,6% egyéb katolikus, 6,4% felekezeten kívüli (31,8% nem válaszolt).

## Látnivalók
Képzeletbeli rábatamási sétánkra induljunk el a vasútállomástól. Az állomástól indulva a Rákóczi utcára érünk. A Rákóczi utca folytatásában találjuk a község fő utcáját, amelyet Szent Istvánról neveztek el. A Szent István utcára érve a vegyesbolt, majd a Vendéglő mellett elhaladva találjuk meg a Szent István u. 33. szám alatt a Jászai Mari emlékszobát. A híres színésznő, akiről díjat is neveztek el sokszor tartózkodott a községben, töltötte pihenését itt testvérbátyja, Jászai József kántortanító házában. A fehérfalu kis tanítóház homlokzatán márványtábla őrzi emlékét, az utcai szobában pedig személyes tárgyaiból, fotóiból láthatunk kedves kis gyűjteményt. Tovább haladva a templom előtti térre érünk, melynek egyik oldalán található a Polgármesteri Hivatal épülete (96-282335) a templomot körülölelő parkban van a már említett turul emlékmű, (a jelenlegi turulmadár nem az eredeti, az megsemmisült a második világháborúban), a mementó felújítása 2008-ban történt meg, - és a Millenniumi emlékkereszt. A parkban látható a Gróf Nádasdy Pál emlékszobor, melyet 2006. június 24-én állíttatott a község.
A község templomát, amely bármely időszakban megtekinthető két korábbi templom megsemmisülése után építették. 1893-ban a régi templom helyére, abból alig valamit megtartva. A terveket Léderer János építészmérnök, a torony tervét Ullein József soproni műépítész készítette. Stílusa eklektikus, a romántól a barokkon keresztül a modernig terjed. Alapterülete 588 m2, 1200 ember befogadására alkalmas. A tágas, magasba törő torony kiválik a legtöbbször stílustalan falusi templomok közül. Berendezése is a külsejéhez méltó. A főoltár, amely Szent Istvánt ábrázolja, mikor fia Szent Imre halála után felajánlja a koronát a Szűz anyának, és a barokk szószék Runggaldier József tiroli szobrászművész alkotása.
A szentély üvegfestésű ablakai - melyek Szent Lászlót és Szent Erzsébetet ábrázolják életnagyságban Vermes Antal soproni mester alkotásai. A freskókat egy ismeretlen németalföldi festő készítette, három freskóból csillárok vezetnek ki, a középső barokkosan díszített. A templom ritkasága a három kórus. (Az előcsarnokból felmenő az énekkaré, a templomból felmenő a parasztoké, az iparosokéba pedig kívülről lehet bemenni. Az orgona a Győri Székesegyház orgonájának középső része. A templomban található keresztút első osztályú műemlék. A Bécsben élő, de tamási származású Páter Mesterházy Imre kapucinus atya adománya. A templom mellett találjuk a Móra Ferenc Általános Iskolát, mögötte pedig az új tornacsarnokot, ahol sportolási, teniszezési lehetőséget kínálunk. Továbbhaladva a Dózsa György utcán jutunk el a temetőbe, ahol két látnivalót találhatunk. A Szent Antal kápolnát, illetve a barokk keresztet. A kápolna 1883-ban épült a Huszár István volt bágyogi plébános által adományozott 1000 forintból, hossza 5,5 m, szélessége 3,5 m. berendezése egyszerű. Oltárképül szolgál Jézus szent szíve alakja, amely fából faragott, egy oltárasztal téglából és egy Szent Antal szobor. A kápolnától jobbra található egy Barokk kereszt, amely műemlék jellegű, de eredetét homály fedi. A temetői kitérő után a Farkas-árok partján virágot szedve sétálhatunk a Kálvária dombhoz, amely a Jobaháza felé vezető út mentén látható és a környék egyetlen dombnak nevezett kiemelkedése. Történetéről annyit sikerült kideríteni, hogy a két falu lakossága 1811-ben emelte a pusztító állatpestis emlékére.
Majd ismét útnak indulva a Széchenyi utcán az Óvodához közel, találhatunk egy érdekességet Kránitz Mihályné babagyűjteményét, melynek legrégebbi darabjait még édesanyja kezdte el gyűjteni az ötvenes évek elején. Visszakanyarodva a Szabadság utcára a Postahivatal mellett elhaladva érhetünk vissza a Rákóczi utcába, melynek bal oldalán van a községi sportegyesület sportpályájának bejárata. A valamikori malomépületet elhagyva érjük el a vasutat és ha továbbsétálunk a Győr-Sopront összekötő 85-ös út mentén találjuk a Szent Vendel kápolnát. 1870-ben építették, ugyancsak néhai Huszár István bágyogi plébános adományából. Valamivel nagyobb, mint temetői társa. Belső hossza 9 m szélessége 3 m berendezése egy oltárasztal téglából, egy oltárfeszület bronzból két réz gyertyatartó és kettő fenyőpad.

## Nevezetes emberek
- Jászai Jolán (1907–2008) tanítónő, színésznő. A falu szülötte.
- Horváth Teri (1929–2009) színésznő. A falu szülötte, Kossuth- és Jászai Mari-díjas, érdemes művész.
- Gergátz Elemér (1942–2019) földművelési miniszter (1991–1993), a falu szülötte.